# Erebia costantinii
Erebia costantinii är en fjärilsart som beskrevs av Turati 1919. Erebia costantinii ingår i släktet Erebia och familjen praktfjärilar. Inga underarter finns listade i Catalogue of Life.